# José Dinarés
José Dinarés, né le 5 janvier 1940 à Terrassa, est un joueur espagnol de hockey sur gazon.

## Carrière
José Dinarés a fait partie de la sélection espagnole de hockey sur gazon médaillée de bronze aux Jeux olympiques d'été de 1960 à Rome.